# Исследование функции
Исследование функции — задача, заключающаяся в определении основных параметров заданной функции.

## Значение
Одной из целей исследования является построение графика функции. Несмотря на то, что в настоящее время это легко выполнить, введя формулу функции в поисковый запрос Google, или воспользовавшись многочисленными программами и устройствами-графопостроителями, а также более мощными — системами аналитических вычислений, умение исследовать функцию и построить её график от руки по-прежнему является таким же необходимым элементом математического образования, как, например, умение считать и знание таблицы умножения. 

## Основные параметры
В ходе исследования находятся и выписываются по порядку многие параметры функции как объекта. Здесь приведён набор, из которого они обычно выбираются: 
- Область определения, поведение функции вблизи граничных её точек
- Область значений (легче находится после исследования монотонности), ограниченность сверху/снизу.
- Нули (корни) функции — точки, где она обращается в ноль.
- Промежутки постоянства знаков, знаки в них.
- Чётность/нечётность, периодичность.
- Непрерывность
  - Если есть — точки разрыва, их типы; вертикальные асимптоты.
- Первая производная, её нули (критические точки) или точки излома, если есть.
- Экстремумы: максимумы и минимумы.
- Промежутки монотонности
- Вторая производная, её нули.
- Точки перегиба, промежутки выпуклости.
- Поведение на бесконечности, горизонтальные или наклонные асимптоты.

Проводится в несколько этапов.